# Municipio de Franklin (condado de Columbia)
El municipio de Franklin (en inglés: Franklin Township) es un municipio ubicado en el condado de Columbia en el estado estadounidense de Pensilvania. En el año 2000 tenía una población de 597 habitantes y una densidad poblacional de 17.5 personas por km².

## Geografía
El municipio de Franklin se encuentra ubicado en las coordenadas 40°55′00″N 76°28′59″O / 40.91667, -76.48306.

## Demografía
Según la Oficina del Censo en 2000 los ingresos medios por hogar en la localidad eran de $41 161 y los ingresos medios por familia eran de $42 750. Los hombres tenían unos ingresos medios de $29 464 frente a los $26 875 para las mujeres. La renta per cápita de la localidad era de $17 096. Alrededor del 7,2% de la población estaba por debajo del umbral de pobreza.